# Effectifs de la Coupe du monde de rugby à XV 2015
Cet article présente les effectifs de la Coupe du monde de rugby à XV 2015 des vingt sélections qui disputent la compétition en Angleterre du 18 septembre au 31 octobre 2015. Il s'agit de la huitième édition de cette compétition disputée tous les quatre ans depuis 1987. Chaque équipe donne initialement une liste de trente-et-un joueurs. Celle-ci peut-être amendée au fur et à mesure de la compétition si des blessures surviennent.

## Qualifiés
L'Angleterre est qualifiée en qualité de pays organisateur. Toutes les équipes s'étant classées parmi les trois premières places de leur groupe lors de la Coupe du monde 2011 sont directement qualifiées.
| Carte                                                                                                  | Europe (FIRA-AER) | Amérique du Sud (CONSUR)                                  | Afrique (CAR)                                                  |
| --- | --- | --------------------------------------------------------- | -------------------------------------------------------------- |
| Planisphère représentant les pays qualifiés et ceux ayant aux qualifications de la Coupe du monde 2015 | - Angleterre : 8e phase finale - Irlande : 8e - Italie : 8e - France : 8e - Écosse : 8e - Pays de Galles : 8e - Géorgie : 4e - Roumanie : 8e | - Argentine : 8e phase finale - Uruguay : 3e phase finale | - Afrique du Sud : 6e phase finale - Namibie : 5e phase finale |
| Océanie (FORU)                                                                                         | - Angleterre : 8e phase finale - Irlande : 8e - Italie : 8e - France : 8e - Écosse : 8e - Pays de Galles : 8e - Géorgie : 4e - Roumanie : 8e | Amérique du Nord, Antilles, Caraïbes (NACRA)              | Asie (ARFU)                                                    |
| - Australie : 8e phase finale - Nouvelle-Zélande : 8e - Fidji : 7e - Samoa : 7e - Tonga : 7e           | - Angleterre : 8e phase finale - Irlande : 8e - Italie : 8e - France : 8e - Écosse : 8e - Pays de Galles : 8e - Géorgie : 4e - Roumanie : 8e | - Canada : 8e phase finale - États-Unis : 7e              | - Japon : 8e phase finale                                      |

## Poule A

### Australie
Le sélectionneur Michael Cheika annonce le 21 août 2015 sa sélection de 31 joueurs pour la Coupe du monde. Will Skelton, victime d'une blessure à l'épaule face à l'Uruguay, et Wycliff Palu, blessure à la cuisse, sont respectivement remplacés par Sam Carter et James Hanson.
| Entraîneur | Entraîneur             | Michael Cheika                                                                             |
| Avants     | Pilier                 | Greg Holmes, Sekope Kepu, Scott Sio, James Slipper, Toby Smith                             |
| Avants     | Talonneur              | Stephen Moore , Tatafu Polota-Nau                                                          |
| Avants     | Deuxième ligne         | Sam Carter, Kane Douglas, Dean Mumm, Rob Simmons, Will Skelton                             |
| Avants     | Troisième ligne aile   | Scott Fardy, Michael Hooper, Sean McMahon , David Pocock                                   |
| Avants     | Troisième ligne centre | James Hanson, Ben McCalman, Wycliff Palu                                                   |
| Arrières   | Demi de mêlée          | Will Genia, Nick Phipps                                                                    |
| Arrières   | Demi d'ouverture       | Quade Cooper, Bernard Foley                                                                |
| Arrières   | Centre                 | Kurtley Beale, Matt Giteau, Matt Toomua                                                    |
| Arrières   | Ailier                 | Adam Ashley-Cooper, Rob Horne , Drew Mitchell, Henry Speight, Joe Tomane, Tevita Kuridrani |
| Arrières   | Arrière                | Israel Folau                                                                               |

### Angleterre
Le sélectionneur Stuart Lancaster annonce le 28 août 2015 une liste de 31 joueurs : Luther Burrell, titulaire lors du dernier Tournoi et Danny Cipriani, qui manque sa troisième compétition mondiale, ont été écartés du groupe en vue de la Coupe du monde. Le 28 septembre, Billy Vunipola, blessé contre le pays de Galles, est remplacé par Nick Easter.
| Entraîneur | Entraîneur             | Stuart Lancaster                                                  |
| Avants     | Pilier                 | Joe Marler, Mako Vunipola, David Wilson, Kieran Brookes, Dan Cole |
| Avants     | Talonneur              | Tom Youngs, Jamie George, Rob Webber                              |
| Avants     | Deuxième ligne         | Geoff Parling, Joe Launchbury, Courtney Lawes , George Kruis      |
| Avants     | Troisième ligne aile   | Chris Robshaw , James Haskell, Tom Wood                           |
| Avants     | Troisième ligne centre | Nick Easter, Billy Vunipola , Ben Morgan                          |
| Arrières   | Demi de mêlée          | Ben Youngs, Richard Wigglesworth, Danny Care                      |
| Arrières   | Demi d'ouverture       | George Ford, Owen Farrell, Henry Slade                            |
| Arrières   | Centre                 | Jonathan Joseph, Brad Barritt , Sam Burgess                       |
| Arrières   | Ailier                 | Jonny May, Jack Nowell, Anthony Watson                            |
| Arrières   | Arrière                | Alex Goode, Mike Brown                                            |

### Pays de Galles
Le sélectionneur de l'équipe du pays de Galles, le Néo-Zélandais Warren Gatland annonce le 1er septembre 2015 sa liste définitive de 31 joueurs. Après les blessures de Rhys Webb et Leigh Halfpenny survenues lors du dernier match de préparation face à l'équipe d'Italie, Gatland fait appel à Mike Phillips et Eli Walker pour remplacer respectivement Webb et Halfpenny. Eli Walker est à son tour contraint de déclarer forfait et il est remplacé par Ross Moriarty. Cory Allen, blessé lors du match face à l'Uruguay où il inscrit trois essais, est remplacé par Tyler Morgan. Lors du match face à l'Angleterre, le pays de Galles perd deux nouveaux joueurs sur blessure, Scott Williams, blessé au genou, et Hallam Amos, épaule démise : ils sont remplacés par James Hook et Gareth Anscombe.
| Entraîneur | Entraîneur             | Warren Gatland                                                         |
| Avants     | Pilier                 | Tomas Francis, Paul James, Aaron Jarvis, Gethin Jenkins, Samson Lee    |
| Avants     | Talonneur              | Scott Baldwin, Ken Owens                                               |
| Avants     | Deuxième ligne         | Jake Ball, Luke Charteris, Bradley Davies, Dominic Day, Alun Wyn Jones |
| Avants     | Troisième ligne aile   | James King, Dan Lydiate, Ross Moriarty, Justin Tipuric, Sam Warburton  |
| Avants     | Troisième ligne centre | Toby Faletau                                                           |
| Arrières   | Demi de mêlée          | Gareth Davies, Mike Phillips, Lloyd Williams, Rhys Webb                |
| Arrières   | Demi d'ouverture       | Dan Biggar, Matthew Morgan, Rhys Priestland                            |
| Arrières   | Centre                 | Cory Allen , James Hook, Tyler Morgan, Jamie Roberts, Scott Williams   |
| Arrières   | Ailier                 | Hallam Amos , Alex Cuthbert, George North                              |
| Arrières   | Arrière                | Gareth Anscombe, Leigh Halfpenny , Liam Williams , Eli Walker          |

### Fidji
Le 21 août, la liste des 31 joueurs sélectionnés est dévoilée. Après les deux premiers matchs des Fidji, Timoci Nagusa est rappelé pour pallier le forfait de Waisea Nayacalevu. Taniela Koroi remplace Isei Colati, blessé.
| Entraîneur | Entraîneur             | John McKee                                                                            |
| Avants     | Pilier                 | Isei Colati , Peni Ravai, Lee Roy Atalifo, Campese Ma'afu, Manasa Saulo,Taniela Koroi |
| Avants     | Talonneur              | Talemaitoga Tuapati, Sunia Koto, Viliame Veikoso                                      |
| Avants     | Deuxième ligne         | Leone Nakarawa, Api Ratuniyarawa, Nemia Soqeta, Tevita Cavubati                       |
| Avants     | Troisième ligne aile   | Peceli Yato, Dominiko Waqaniburotu, Malakai Ravulo, Akapusi Qera                      |
| Avants     | Troisième ligne centre | Sakiusa Masi Matadigo, Netani Talei                                                   |
| Arrières   | Demi de mêlée          | Nemia Kenatale, Henry Seniloli, Nikola Matawalu                                       |
| Arrières   | Demi d'ouverture       | Ben Volavola, Joshua Matavesi                                                         |
| Arrières   | Centre                 | Gabiriele Lovobalavu, Vereniki Goneva, Levani Botia                                   |
| Arrières   | Ailier                 | Timoci Nagusa, Waisea Nayacalevu , Nemani Nadolo, Asaeli Tikoirotuma                  |
| Arrières   | Arrière                | Kini Murimurivalu, Metuisela Talebula                                                 |

### Uruguay
| Entraîneur | Entraîneur             | Pablo Lemoine                                                                                    |
| Avants     | Pilier                 | Carlos Arboleya, Alejo Corral, Oscar Durán, Mario Sagario, Mateo Sanguinetti                     |
| Avants     | Talonneur              | Germán Kessler, Nicolás Klappenbach                                                              |
| Avants     | Deuxième ligne         | Franco Lamanna, Mathias Palomeque, Santiago Vilaseca , Jorge Zerbino                             |
| Avants     | Troisième ligne aile   | Agustín Alonso, Fernando Bascou, Matías Beer, Juan de Freitas, Juan Manuel Gaminara, Diego Magno |
| Avants     | Troisième ligne centre | Alejandro Nieto                                                                                  |
| Arrières   | Demi de mêlée          | Alejo Durán, Agustín Ormaechea                                                                   |
| Arrières   | Demi d'ouverture       | Felipe Berchesi, Manuel Blengio                                                                  |
| Arrières   | Centre                 | Joaquín Prada, Alberto Román, Andrés Vilaseca,Leandro Leivas                                     |
| Arrières   | Ailier                 | Francisco Bulanti, Jerónimo Etcheverry, Santiago Gibernau                                        |
| Arrières   | Arrière                | Gastón Mieres, Rodrigo Silva                                                                     |

## Poule B

### Afrique du Sud
Le sélectionneur Heyneke Meyer annonce le 28 août 2015 la liste des 31 joueurs pour la coupe du monde. Après le deuxième match, face aux Samoa, le capitaine Jean de Villiers, de nouveau touché à la mâchoire, déclare forfait pour le reste de la compétition. Il est remplacé par Jan Serfontein.
| Entraîneur | Entraîneur             | Heyneke Meyer                                                                          |
| Avants     | Pilier                 | Frans Malherbe, Jannie du Plessis, Tendai Mtawarira, Trevor Nyakane, Coenie Oosthuizen |
| Avants     | Talonneur              | Schalk Brits, Bismarck du Plessis, Adriaan Strauss                                     |
| Avants     | Deuxième ligne         | Lood de Jager, Pieter-Steph du Toit, Eben Etzebeth, Victor Matfield                    |
| Avants     | Troisième ligne aile   | Willem Alberts, Schalk Burger, Siya Kolisi, Francois Louw                              |
| Avants     | Troisième ligne centre | Duane Vermeulen                                                                        |
| Arrières   | Demi de mêlée          | Fourie du Preez, Rudy Paige, Ruan Pienaar                                              |
| Arrières   | Demi d'ouverture       | Patrick Lambie, Morné Steyn, Handré Pollard                                            |
| Arrières   | Centre                 | Damian de Allende, Jesse Kriel, Jan Serfontein, Jean de Villiers                       |
| Arrières   | Ailier                 | Bryan Habana, Lwazi Mvovo, JP Pietersen                                                |
| Arrières   | Arrière                | Zane Kirchner, Willie le Roux                                                          |

### Écosse
Le sélectionneur néo-zélandais de l'Écosse Vern Cotter annonce le 1er septembre 2015 la liste des 31 joueurs pour la coupe du monde. Kevin Bryce est ensuite retenu pour pallier le forfait de Stuart McInally blessé. Grant Gilchrist blessé, c'est Blair Cowan qui le remplace.
| Entraîneur | Entraîneur             | Vern Cotter                                                               |
| Avants     | Pilier                 | Alasdair Dickinson, Ryan Grant, Willem Petrus Nel, Gordon Reid, Jon Welsh |
| Avants     | Talonneur              | Fraser Brown, Kevin Bryce, Ross Ford                                      |
| Avants     | Deuxième ligne         | Grant Gilchrist , Jonny Gray, Richie Gray, Tim Swinson                    |
| Avants     | Troisième ligne aile   | John Hardie, Josh Strauss, Alasdair Strokosch,Blair Cowan                 |
| Avants     | Troisième ligne centre | David Denton, Ryan Wilson                                                 |
| Arrières   | Demi de mêlée          | Sam Hidalgo-Clyne, Greig Laidlaw , Henry Pyrgos                           |
| Arrières   | Demi d'ouverture       | Finn Russell, Duncan Weir                                                 |
| Arrières   | Centre                 | Mark Bennett, Peter Horne, Matt Scott, Richie Vernon                      |
| Arrières   | Ailier                 | Sean Lamont, Sean Maitland, Tommy Seymour, Tim Visser                     |
| Arrières   | Arrière                | Stuart Hogg                                                               |

### Samoa
Les joueurs ci-dessous ont été appelés le 12 août pour disputer la coupe du monde 2015, les Samoa sont le premier pays à annoncer la liste définitive (sauf blessure).
| Entraîneur | Entraîneur             | Stephen Betham                                                                    |
| Avants     | Pilier                 | Viliamu Afatia, Jake Grey, Census Johnston, Anthony Perenise, Sakaria Taulafo     |
| Avants     | Talonneur              | Ole Avei, Manu Leiataua, Motu Matu'u                                              |
| Avants     | Deuxième ligne         | Filo Paulo, Joe Tekori, Kane Thompson                                             |
| Avants     | Troisième ligne aile   | Faifili Levave, Maurie Fa'asavalu, Alafoti Fa'osiliva, Jack Lam, Ofisa Treviranus |
| Avants     | Troisième ligne centre | TJ Ioane, Sanele Vavae Tuilagi                                                    |
| Arrières   | Demi de mêlée          | Vavao Afemai, Kahn Fotuali'i                                                      |
| Arrières   | Demi d'ouverture       | Patrick Fa'apale, Tusi Pisi, Michael Stanley                                      |
| Arrières   | Centre                 | Rey Lee-Lo, Johnny Leota, Paul Perez, George Pisi                                 |
| Arrières   | Ailier                 | Fa'atoina Autagavaia, Ken Pisi, Alesana Tuilagi                                   |
| Arrières   | Arrière                | Tim Nanai-Williams                                                                |

### Japon
| Entraîneur | Entraîneur             | Eddie Jones                                                                     |
| Avants     | Pilier                 | Kensuke Hatakeyama, Keita Inagaki, Masataka Mikami, Hiroshi Yamashita           |
| Avants     | Talonneur              | Shota Horie, Takeshi Kizu, Hiroki Yuhara                                        |
| Avants     | Deuxième ligne         | Shoji Ito, Shinya Makabe, Hitoshi Ono, Luke Thompson                            |
| Avants     | Troisième ligne aile   | Michael Broadhurst, Justin Ives, Michael Leitch , Hendrik Tui                   |
| Avants     | Troisième ligne centre | Koliniasi Holani, Amanaki Mafi                                                  |
| Arrières   | Demi de mêlée          | Atsushi Hiwasa, Fumiaki Tanaka                                                  |
| Arrières   | Demi d'ouverture       | Harumichi Tatekawa, Kosei Ono                                                   |
| Arrières   | Centre                 | Kotaro Matsushima, Male Sa'u, Yu Tamura, Craig Wing                             |
| Arrières   | Ailier                 | Yoshikazu Fujita, Kenki Fukuoka, Karne Hesketh, Toshiaki Hirose, Akihito Yamada |
| Arrières   | Arrière                | Ayumu Goromaru                                                                  |

### États-Unis
La liste des 31 joueurs désignés pour disputer la coupe du monde 2015 a été rendue publique le 13 août.
| Entraîneur | Entraîneur             | Mike Tolkin                                                                                  |
| Avants     | Pilier                 | Chris Baumann, Eric Fry, Olive Kilifi, Titi Lamositele, Matekitonga Moeakiola, Joe Taufete'e |
| Avants     | Talonneur              | Zach Fenoglio, Phil Thiel                                                                    |
| Avants     | Deuxième ligne         | Cam Dolan, Greg Peterson, Hayden Smith, Louis Stanfill                                       |
| Avants     | Troisième ligne aile   | Andrew Durutalo, Matt Trouville, Alastair McFarland, John Quill                              |
| Avants     | Troisième ligne centre | Danny Barrett, Samu Manoa                                                                    |
| Arrières   | Demi de mêlée          | Niku Kruger, Mike Petri                                                                      |
| Arrières   | Demi d'ouverture       | AJ MacGinty, Shalom Suniula                                                                  |
| Arrières   | Centre                 | Seamus Kelly, Folau Niua, Thretton Palamo, Andrew Suniula                                    |
| Arrières   | Ailier                 | Takudzwa Ngwenya, Blaine Scully, Zack Test, Brett Thompson                                   |
| Arrières   | Arrière                | Chris Wyles                                                                                  |

## Poule C

### Nouvelle-Zélande
Le 30 août 2015, la sélection de l'équipe de Nouvelle-Zélande qui dispute la coupe du monde est annoncée. À noter que les joueurs pourtant expérimentés Charles Piutau, Cory Jane (ailiers), ainsi que Israel Dagg (arrière), ne figurent pas dans la liste des All Blacks sélectionnés, au même titre que le brillant ouvreur des Highlanders et révélation du dernier Super Rugby Lima Sopoaga.
Tony Woodcock, blessé aux ischio-jambiers lors du dernier match de poule face aux Tonga, est remplacé par Joe Moody.
| Entraîneur | Entraîneur             | Steve Hansen                                                                        |
| Avants     | Pilier                 | Wyatt Crockett, Charlie Faumuina, Ben Franks, Owen Franks, Joe Moody, Tony Woodcock |
| Avants     | Talonneur              | Dane Coles, Keven Mealamu, Codie Taylor                                             |
| Avants     | Deuxième ligne         | Brodie Retallick, Luke Romano, Sam Whitelock                                        |
| Avants     | Troisième ligne aile   | Sam Cane, Jerome Kaino, Richie McCaw , Liam Messam                                  |
| Avants     | Troisième ligne centre | Kieran Read, Victor Vito                                                            |
| Arrières   | Demi de mêlée          | Tawera Kerr-Barlow, TJ Perenara, Aaron Smith                                        |
| Arrières   | Demi d'ouverture       | Beauden Barrett, Daniel Carter, Colin Slade                                         |
| Arrières   | Centre                 | Malakai Fekitoa, Ma'a Nonu, Conrad Smith, Sonny Bill Williams                       |
| Arrières   | Ailier                 | Nehe Milner-Skudder, Waisake Naholo, Julian Savea                                   |
| Arrières   | Arrière                | Ben Smith                                                                           |

### Argentine
Daniel Hourcade annonce le 16 août 2015 sa sélection de 31 joueurs pour la coupe du monde. Nahuel TeTaz Chaparro s'est blessé à l'entraînement après la phase de groupe et il est remplacé par Juan Figallo. Marcos Ayerza, blessé, est remplacé par Santiago Garcia Botta pour le match pour la 3e place 
| Entraîneur | Entraîneur             | Daniel Hourcade |
| Avants     | Pilier                 | Marcos Ayerza, Nahuel Tetaz Chaparro, Ramiro Herrera, Lucas Noguera Paz, Juan Figallo, Juan Pablo Orlandi, Santiago García Botta |
| Avants     | Talonneur              | Agustín Creevy , Julián Montoya                                                                                                  |
| Avants     | Deuxième ligne         | Matias Alemanno, Mariano Galarza, Tomás Lavanini, Guido Petti Pagadizábal                                                        |
| Avants     | Troisième ligne aile   | Juan Manuel Leguizamón, Juan Martín Fernández Lobbe, Pablo Matera, Javier Ortega Desio                                           |
| Avants     | Troisième ligne centre | Leonardo Senatore, Facundo Isa                                                                                                   |
| Arrières   | Demi de mêlée          | Tomás Cubelli, Martín Landajo |
| Arrières   | Demi d'ouverture       | Santiago González Iglesias, Juan Martín Hernández, Nicolás Sánchez                                                               |
| Arrières   | Centre                 | Marcelo Bosch, Jerónimo de la Fuente, Matías Moroni, Juan Pablo Socino                                                           |
| Arrières   | Ailier                 | Horacio Agulla, Santiago Cordero, Juan Imhoff                                                                                    |
| Arrières   | Arrière                | Lucas González Amorosino, Joaquín Tuculet                                                                                        |

### Tonga
| Entraîneur | Entraîneur             | Mana Otai                                                                    |
| Avants     | Pilier                 | Halani Aulika, Tevita Mailau, Sila Puafisi, Sona Taumalolo, Soane Tonga'uiha |
| Avants     | Talonneur              | Aleki Lutui, Paul Ngauamo, Elvis Taione                                      |
| Avants     | Deuxième ligne         | Uili Kolo'ofai, Tukulua Lokotui, Steve Mafi, Joseph Tu'ineau                 |
| Avants     | Troisième ligne aile   | Sione Kalamafoni, Nili Latu , Jack Ram, Hale T-Pole                          |
| Avants     | Troisième ligne centre | Opeti Fonua, Viliami Ma'afu                                                  |
| Arrières   | Demi de mêlée          | Samisoni Fisilau, Sosefo Ma'ake, Sonatane Takulua                            |
| Arrières   | Demi d'ouverture       | Latiume Fosita, Kurt Morath                                                  |
| Arrières   | Centre                 | Sione Piukala, Siale Piutau, Viliami Tahitu'a                                |
| Arrières   | Ailier                 | David Halaifonua, William Helu, Fetu'u Vainikolo, Telusa Veainu              |
| Arrières   | Arrière                | Vungakoto Lilo                                                               |

### Géorgie
Anton Peikrishvili remplace Davit Kubriashvili blessé à l'entraînement.
| Entraîneur | Entraîneur             | Milton Haig |
| Avants     | Pilier                 | Karlen Asieshvili, Levan Chilachava, Davit Kubriashvili, Mikheil Nariashvili, Davit Zirakashvili,Anton Peikrishvili |
| Avants     | Talonneur              | Jaba Bregvadze, Shalva Mamukashvili, Simon Maisuradze                                                               |
| Avants     | Deuxième ligne         | Georgi Chkhaidze, Levan Datunashvili, Konstantin Mikautadze, Giorgi Nemsadze                                        |
| Avants     | Troisième ligne aile   | Mamuka Gorgodze , Viktor Kolelishvili, Shalva Sutiashvili, Giorgi Tkhilaishvili                                     |
| Avants     | Troisième ligne centre | Lasha Lomidze |
| Arrières   | Demi de mêlée          | Giorgi Begadze, Vazha Khutsishvili, Vasil Lobzhanidze                                                               |
| Arrières   | Demi d'ouverture       | Lasha Khmaladze, Lasha Malaguradze                                                                                  |
| Arrières   | Centre                 | Davit Kacharava, Merab Sharikadze, Tamaz Mchedlidze                                                                 |
| Arrières   | Ailier                 | Giorgi Aptsiauri, Muraz Giorgadze, Giorgi Pruidze, Alexander Todua                                                  |
| Arrières   | Arrière                | Merab Kvirikashvili, Beka Tsiklauri                                                                                 |

### Namibie
| Entraîneur | Entraîneur             | Phil Davies                                                                                 |
| Avants     | Pilier                 | Aranos Coetzee, AJ de Klerk, Jaco Engels, Raoul Larson, Johnny Redelinghuys, Casper Viviers |
| Avants     | Talonneur              | Torsten van Jaarsveld, Louis van der Westhuizen                                             |
| Avants     | Deuxième ligne         | Tjiuee Uanivi, Janco Venter                                                                 |
| Avants     | Troisième ligne aile   | Renaldo Bothma, Jacques Burger , Tinus du Plessis, Rohan Kitshoff, Wian Conradie            |
| Avants     | Troisième ligne centre | Leneve Damens, Pieter-Jan van Lill                                                          |
| Arrières   | Demi de mêlée          | Eniell Buitendag, Eugene Jantjies, Damian Stevens                                           |
| Arrières   | Demi d'ouverture       | Theuns Kotzé                                                                                |
| Arrières   | Centre                 | Darryl de la Harpe, Johan Deysel, JC Greyling, Danie van Wyk                                |
| Arrières   | Ailier                 | Conrad Marais, David Philander, Heinrich Smit, Russell van Wyk                              |
| Arrières   | Arrière                | Chrysander Botha, Johan Tromp                                                               |

## Poule D

### France
Le sélectionneur Philippe Saint-André annonce le 23 août 2015 une liste de 31 joueurs : François Trinh-Duc, Rémi Lamerat, Xavier Chiocci, Sébastien Vahaamahina et Loann Goujon sont les cinq joueurs écartés du groupe tricolore en vue de la Coupe du monde. Le lendemain du premier match de l'équipe de France face à l'Italie, Rémy Grosso est appelé par le sélectionneur français Philippe Saint-André pour pallier le forfait de Yoann Huget, blessé lors de cette rencontre.
| Entraîneur | Entraîneur             | Philippe Saint-André                                                    |
| Avants     | Pilier                 | Uini Atonio, Eddy Ben Arous, Vincent Debaty, Nicolas Mas, Rabah Slimani |
| Avants     | Talonneur              | Guilhem Guirado, Benjamin Kayser, Dimitri Szarzewski                    |
| Avants     | Deuxième ligne         | Alexandre Flanquart, Yoann Maestri, Pascal Papé                         |
| Avants     | Troisième ligne aile   | Thierry Dusautoir , Bernard Le Roux, Yannick Nyanga, Fulgence Ouedraogo |
| Avants     | Troisième ligne centre | Damien Chouly, Louis Picamoles                                          |
| Arrières   | Demi de mêlée          | Rory Kockott, Morgan Parra, Sébastien Tillous-Borde                     |
| Arrières   | Demi d'ouverture       | Frédéric Michalak, Rémi Talès                                           |
| Arrières   | Centre                 | Mathieu Bastareaud, Alexandre Dumoulin, Gaël Fickou, Wesley Fofana      |
| Arrières   | Ailier                 | Rémy Grosso, Sofiane Guitoune, Yoann Huget , Noa Nakaitaci              |
| Arrières   | Arrière                | Brice Dulin, Scott Spedding                                             |

### Irlande
Le sélectionneur Joe Schmidt annonce le 1er septembre 2015 la liste des 31 joueurs pour la coupe du monde.
Lors de l'entraînement du capitaine la veille du match contre l'équipe de France, Jared Payne se fracture le pied et doit déclarer forfait pour le reste de la compétition. Toutefois, son remplaçant n'est alors pas désigné. Lors du match face aux Français, les Irlandais perdent sur blessures leur capitaine Paul O'Connell et Peter O'Mahony, respectivement rupture au niveau des ischio-jambiers et blessure au genou. O'Mahony est remplacé par le troisième ligne du Leinster Rhys Ruddock puis Mike McCarthy est appelé en remplacement de Paul O'Connell.
| Entraîneur | Entraîneur             | Joe Schmidt                                                                |
| Avants     | Pilier                 | Tadhg Furlong, Cian Healy, Jack McGrath, Mike Ross, Nathan White           |
| Avants     | Talonneur              | Rory Best, Sean Cronin, Richardt Strauss                                   |
| Avants     | Deuxième ligne         | Iain Henderson, Mike McCarthy, Paul O'Connell , Donnacha Ryan, Devin Toner |
| Avants     | Troisième ligne aile   | Chris Henry, Jordi Murphy, Sean O'Brien, Peter O'Mahony , Rhys Ruddock     |
| Avants     | Troisième ligne centre | Jamie Heaslip                                                              |
| Arrières   | Demi de mêlée          | Conor Murray, Eoin Reddan                                                  |
| Arrières   | Demi d'ouverture       | Paddy Jackson, Ian Madigan, Jonathan Sexton                                |
| Arrières   | Centre                 | Darren Cave, Keith Earls, Robbie Henshaw, Jared Payne                      |
| Arrières   | Ailier                 | Tommy Bowe, Luke Fitzgerald, David Kearney, Simon Zebo                     |
| Arrières   | Arrière                | Rob Kearney                                                                |

### Italie
Le Français Jacques Brunel, sélectionneur de l'équipe italienne, annonce le 26 août sa liste de 31 joueurs. Après la blessure de Luca Morisi lors du dernier match de préparation contre le pays de Galles, Brunel rappelle Enrico Bacchin pour le remplacer. Blessé à l'épaule gauche Angelo Espositio est remplacé par Simone Favaro. Castrogiovanni et Rizzo blessé contre l'Irlande sont remplacés par De Marchi et Lovotti 
| Entraîneur | Entraîneur             | Jacques Brunel |
| Avants     | Pilier                 | Matias Aguero, Martin Castrogiovanni , Dario Chistolini, Lorenzo Cittadini, Michele Rizzo ,Alberto de Marchi,Andrea Lovotti |
| Avants     | Talonneur              | Leonardo Ghiraldini, Davide Giazzon, Andrea Manici                                                                          |
| Avants     | Deuxième ligne         | Quintin Geldenhuys, Joshua Furno, Valerio Bernabo, Marco Fuser                                                              |
| Avants     | Troisième ligne aile   | Mauro Bergamasco, Alessandro Zanni, Francesco Minto, Samuela Vunisa                                                         |
| Avants     | Troisième ligne centre | Sergio Parisse , Simone Favaro                                                                                              |
| Arrières   | Demi de mêlée          | Edoardo Gori, Guglielmo Palazzani, Marcello Violi                                                                           |
| Arrières   | Demi d'ouverture       | Tommaso Allan, Carlo Canna                                                                                                  |
| Arrières   | Centre                 | Enrico Bacchin, Andrea Masi, Michele Campagnaro, Luca Morisi , Tommaso Benvenuti, Gonzalo García                            |
| Arrières   | Ailier                 | Angelo Esposito, Giovanbattista Venditti, Leonardo Sarto                                                                    |
| Arrières   | Arrière                | Luke McLean |

### Canada
Kieran Crowley a communiqué le 26 août 2015 la liste de 31 joueurs appelés à disputer la coupe du monde 2015 (sauf blessure). Liam Underwood, blessé contre l'Irlande, est remplacé par James Pritchard .
| Entraîneur | Entraîneur             | Kieran Crowley                                                                       |
| Avants     | Pilier                 | Hubert Buydens, Jake Ilnicki, Djustice Sears-Duru, Andrew Tiedemann, Doug Wooldridge |
| Avants     | Talonneur              | Ray Barkwill, Aaron Carpenter, Benoît Piffero                                        |
| Avants     | Deuxième ligne         | Brett Beukeboom, Jamie Cudmore, Evan Olmstead                                        |
| Avants     | Troisième ligne aile   | Nanyak Dala, Kyle Gilmour, John Moonlight, Jebb Sinclair                             |
| Avants     | Troisième ligne centre | Tyler Ardron , Richard Thorpe                                                        |
| Arrières   | Demi de mêlée          | Phil Mack, Jamie Mackenzie, Gordon McRorie                                           |
| Arrières   | Demi d'ouverture       | Nathan Hirayama, Liam Underwood, James Pritchard                                     |
| Arrières   | Centre                 | Nick Blevins, Connor Braid, Ciaran Hearn, Conor Trainor                              |
| Arrières   | Ailier                 | Jeff Hassler, Phil Mackenzie, DTH van der Merwe                                      |
| Arrières   | Arrière                | Matt Evans, Harry Jones                                                              |

### Roumanie
| Entraîneur | Entraîneur             | Lynn Howells                                                                |
| Avants     | Pilier                 | Mihăiță Lazăr, Ion Paulică, Horațiu Pungea, Alexandru Țăruș, Andrei Ursache |
| Avants     | Talonneur              | Eugen Căpățână, Andrei Rădoi, Otar Turashvili                               |
| Avants     | Deuxième ligne         | Marius Antonescu, Valentin Poparlan, Valentin Ursache, Johannes van Heerden |
| Avants     | Troisième ligne aile   | Stelian Burcea, Viorel Lucaci, Mihai Macovei                                |
| Avants     | Troisième ligne centre | Daniel Carpo, Ovidiu Tonița                                                 |
| Arrières   | Demi de mêlée          | Tudorel Bratu, Valentin Calafeteanu, Florin Surugiu                         |
| Arrières   | Demi d'ouverture       | Dănuț Dumbravă, Michael Wiringi                                             |
| Arrières   | Centre                 | Minya Csaba Gal, Paula Fakavainga Kinikinilau, Florin Vlaicu                |
| Arrières   | Ailier                 | Adrian Apostol, Ionuț Botezatu, Florin Ioniță, Mădălin Lemnaru              |
| Arrières   | Arrière                | Cătălin Fercu, Sabin Strătilă                                               |